# La Fabrique (Nantes)
Pour les articles homonymes, voir La Fabrique.
| \| Fabrique · Île-de-Nantes Fabrique · Dervallières-Zola Fabrique · Chantenay-Bellevue \| Localisation des trois Fabriques |
| Fabrique · Île-de-Nantes Fabrique · Dervallières-Zola Fabrique · Chantenay-Bellevue                                        |

La Fabrique, en forme longue La Fabrique, laboratoire(s) artistique(s), est une entité culturelle municipale multisite de Nantes en France mise en œuvre à partir de décembre 2009. Elle gère plusieurs espaces de création et de représentation artistique, qui accueillent notamment Stereolux (musiques actuelles et expérimentales), Trempolino (musiques actuelles), Apo33 (musique expérimentale et contemporaine, art sonore et intermédia), Mire (pratique expérimentale de l'image), Microfaune (organisation de concerts) et Jardin C (concerts de musique expérimentale et autres performances). En 2012, La Fabrique compte trois sites répartis dans les quartiers suivants : Île de Nantes, Dervallières - Zola et Bellevue - Chantenay - Sainte Anne.

## Sites

### La Fabrique Île-de-Nantes
Localisation : 47° 12′ 18″ N, 1° 33′ 48″ O
Les deux bâtiments de « La Fabrique » baptisés Stereolux et Trempolino, situé sur l'île de Nantes, au sud-est du parc des Chantiers, ont été construits par l'agence nantaise d'architecte Tétrarc entre mai 2009 et septembre 2011. D'une superficie respective de 4 900 m2 et 2 300 m2, le plus grand d'entre eux (Stereolux) abrite deux salles de diffusion de 1 200 et 400 places destinées aux concerts, spectacles, performances, créations et répétitions. APO33 est situé dans le même bâtiment, l'association gère (La Plateforme Intermédia) . L’objectif de ce lieu est de mettre en avant les modes de pratique actuelle, contemporaine croisant art, musique, technologie, philosophie, social et les liens qui existent entre ces disciplines. Avec la plateforme intermédia, APO33 créé un espace qui permet de rendre visible les genres de la création “intermédia”, d’inviter le grand public à découvrir des projets qui reflètent les innovations du quotidien et leurs importances dans la transformation de notre société.
Le plus petit (Trempolino) comporte 16 studios d'enregistrement et de répétition, un espace forum (accueil, rencontres, débats, conférences…), un centre d'informations ressources, ainsi qu'un bar - brasserie,. L'ensemble représentant 7 200 m2 de SHON comporte aussi un jardin expérimental baptisé « Jardin C »,. Ce dernier lieu était jusqu'en 2019 géré par l'association Mire qui s'en servait notamment pour projeter des films expérimentaux et cultiver des plantes dépolluantes. En 2019 l'association "Jardin C" reprend le lieu et se concentre sur l'organisation de concerts expérimentaux tout en organisant d'autres évènements ponctuels, comme un atelier de sérigraphie, le développement d'une station météo propre au lieu, une performance de danse et un nouveau projet de jardinage collectif.

### La Fabrique Dervallières-Zola
Localisation : 47° 13′ 28″ N, 1° 35′ 29″ O
Elle a été implantée en janvier 2010 dans une ancienne école primaire située au no 19 rue Jean-Marc-Nattier, et comporte :
- un espace de 100 m2 pour des résidences artistiques ;
- 3 salles de  54 m2 pour de la création ;
- 1 studio d’enregistrement ;
- des bureaux ;
- des ateliers associatifs.

### La Fabrique Chantenay-Bellevue
Localisation : 47° 11′ 59″ N, 1° 35′ 20″ O
Elle est installée dans l'ancienne salle de cinéma du quartier du Bas-Chantenay, construit en 1927, place Jean-Macé et qui portait alors le nom de « Majestic », avant de prendre celui de « Olympic », salle que Jacques Demy fréquentait enfant et fut gérée un temps par les parents de l'humoriste Sim. Le lieu après diverses utilisations, dont celle de supérette, devient une salle de concert en 1995 dont la décoration fut confiée au cabinet de Vaughan Oliver. Le projet artistique et culturel de cette salle fut géré par « Songo », une association loi de 1901 et qui fut à l'origine du projet Stereolux. La salle ferme ses portes le 15 mai 2011 pour des travaux de rénovation,, à l'issue desquels elle rouvre ses portes en 2013, dans sa forme actuelle. D'une capacité de 800 spectateurs voit éclore un certain nombre de chanteurs et groupes qui seront fortement associés au lieu et à la ville tels que Dominique A, Philippe Katerine, Françoiz Breut ou bien encore les Little Rabbits.